# Henk Bosch van Drakestein
Henk Bosch van Drakestein (* 20. Juni 1928 in Den Haag; † 21. August 1993 ebendort) war ein niederländischer Jazzmusiker (Kontrabass, E-Bass, gelegentlich auch Cello und Banjo).

## Wirken
Bosch van Drakestein begann seine Musikkarriere als Autodidakt an Gitarre und Bass. Ursprünglich spielte er Modern Jazz im eigenen Esquire-Quintett und bei The Millers. Anschließend begleitete er (als Hank Wood) die Sängerin und Pianistin Pia Beck und auch Frans Elsen. Ab 1957 gehörte er zum Quartett von Peter Schilperoort und zu den Dixieland Pipers von Eric Krans. Zwischen 1960 und 1970 war er hauptsächlich außerhalb der Musik tätig. 
Ab 1970 war Bosch van Drakestein langjähriges Mitglied der Dutch Swing College Band. Daneben ging er mit Joe Venuti und Johnny Meijer auf Tournee. Mit Bob Kaper, Huub Janssen und Marcel Hendricks bildete er das Flashback Quartet, mit dem er ab Mitte der 1970er Jahre ebenfalls aktiv war. Krankheitsbedingt wurde er ab 1986 in der Dutch Swing College Band durch Adrie Braat vertreten, bevor er Anfang 1989 offiziell ausschied. Im Bereich des Jazz war er zwischen 1952 und 1988 an 120 Plattenaufnahmen beteiligt.
..